# Diamysis camassai
Diamysis camassai is een aasgarnalensoort uit de familie van de Mysidae. De wetenschappelijke naam van de soort is voor het eerst geldig gepubliceerd in 2002 door Ariani & Wittmann.